# 羅汝芳
羅汝芳（1515年—1588年），字惟德，號近溪，江西建昌府南城縣人，明朝政治人物，同進士出身。

## 生平
嘉靖二十二年（1543年）癸卯科江西鄉試第十二名，嘉靖二十三年（1544年）甲辰科會試登第，未廷試，三十二年（1553年）登癸丑科進士。工部觀政，授直隸太湖縣知縣，頗有政績，擢刑部主事。歷官寧國府知府，後丁內艱歸鄉，服闕，補東昌府知府，不久改任雲南屯田司副使，整治昆明堤，疏浚滇池，講學五華書院，日孜孜不倦，萬曆四年（1576年）與王畿同遊雞足山。轉任雲南右參政，分守永昌，因事獲罪而遭言官彈劾。萬曆十六年（1588年）從姑山山崩，大風拔起樹木，認為自己將在九月一日當天去世。羅汝芳的學生們懇求其再多留一天，於是到了次日的午時才去世，享壽七十四歲。

## 評價
羅汝芳師從顏鈞，後顏鈞遭下獄論死，羅汝芳便變賣家產救之，才得以減刑，改發配充軍。羅汝芳罷官後，顏鈞也跟著被赦免歸鄉。羅汝芳將老師帶回家中奉侍，吃喝必定自己親自張羅，世人都認為他不簡單。顏鈞性格詭怪猖狂，其學派趨向佛教，故羅汝芳的言行亦與僧道無異。王時槐說他早歲于釋典、玄宗，無不探討，緇流、羽客，延納弗拒，人所共知。而不知其取長棄短，迄有定裁。楊時喬則在《上士習疏》裡提到他：“師事胡清虛（即宗正），談燒煉，採取飛昇；師僧玄覺，談因果，單傳直指。其守甯國，集諸生，會文講學，令訟者跏趺公庭，斂目觀心，用庫藏充餽遺，歸者如市。其在東昌、雲南，置印公堂，胥吏雜用，歸來請托煩數，取厭有司。每見士大夫，輒言三十三天，憑指箕仙，稱呂純陽自終南寄書”並批評其“誕妄”如此。許孚遠也曾斥責羅汝芳，說其大而無統，博而未純。

## 著作
著有《明通寶義》一卷、《廣通寶》一卷、《近溪集語》十二卷、《問求正牘》兩卷、《八九病榻心宗》兩卷、《孝經宗旨》一卷、《近溪羅先生一貫編》四卷（門人熊儐編）、《近溪羅先生明道錄》七卷（門人杜應奎編）、《近溪子文集》五卷（曾孫羅萬先編）、《近溪子集》六卷、《會語續錄》兩卷（皆為門人楊起元編）。

## 家族
曾祖羅思忠，祖父羅廷璛，父羅錦，生員、封主事。母寧氏，封太安人。弟羅汝順、羅汝初。

## 延伸閱讀
- 吳震：〈罗近溪的经典诠释及其思想史意义——就“克己复礼”的诠释而谈 （页面存档备份，存于）〉。
- 陈晓杰：〈“复者道之动”——论罗近溪的“复”思想 （页面存档备份，存于）〉。

| 官衔                 | 官衔                                                | 官衔                 |
| -------------------- | --------------------------------------------------- | -------------------- |
| 前任： 羅憲 南海舉人 | 明朝太湖縣知縣 嘉靖三十二年任                       | 繼任： 吳階 莆田舉人 |
| 前任： 方逢時        | 明朝寧國府知府 嘉靖四十一年－四十三年 1562年-1564年 | 繼任： 沈志言        |